# Hieronymus Münzer

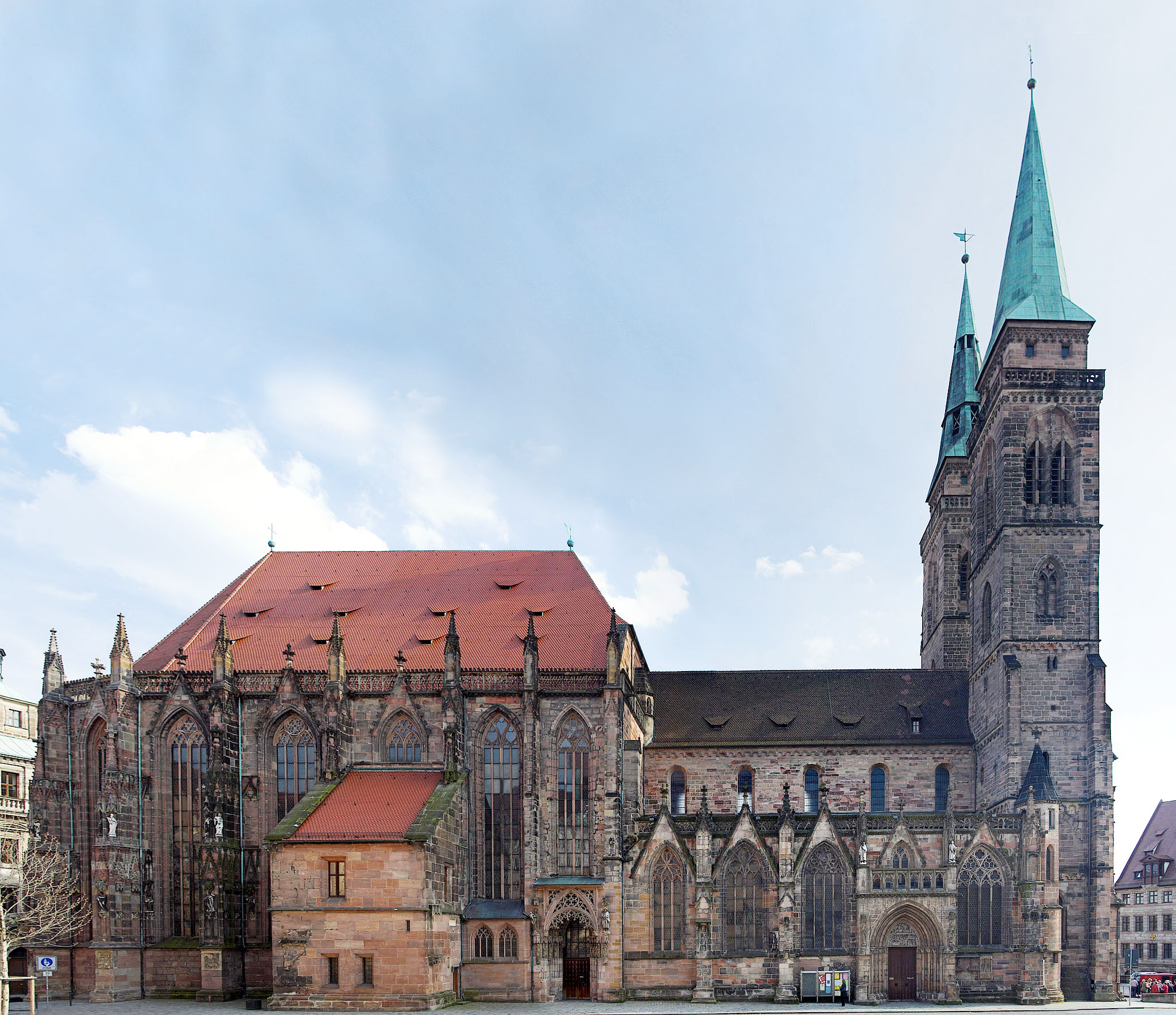
Fachada norte da Igreja de São Sebaldo (Sebalduskirche) em Nuremberga, onde se localiza o túmulo de Hieronymus Münzer.

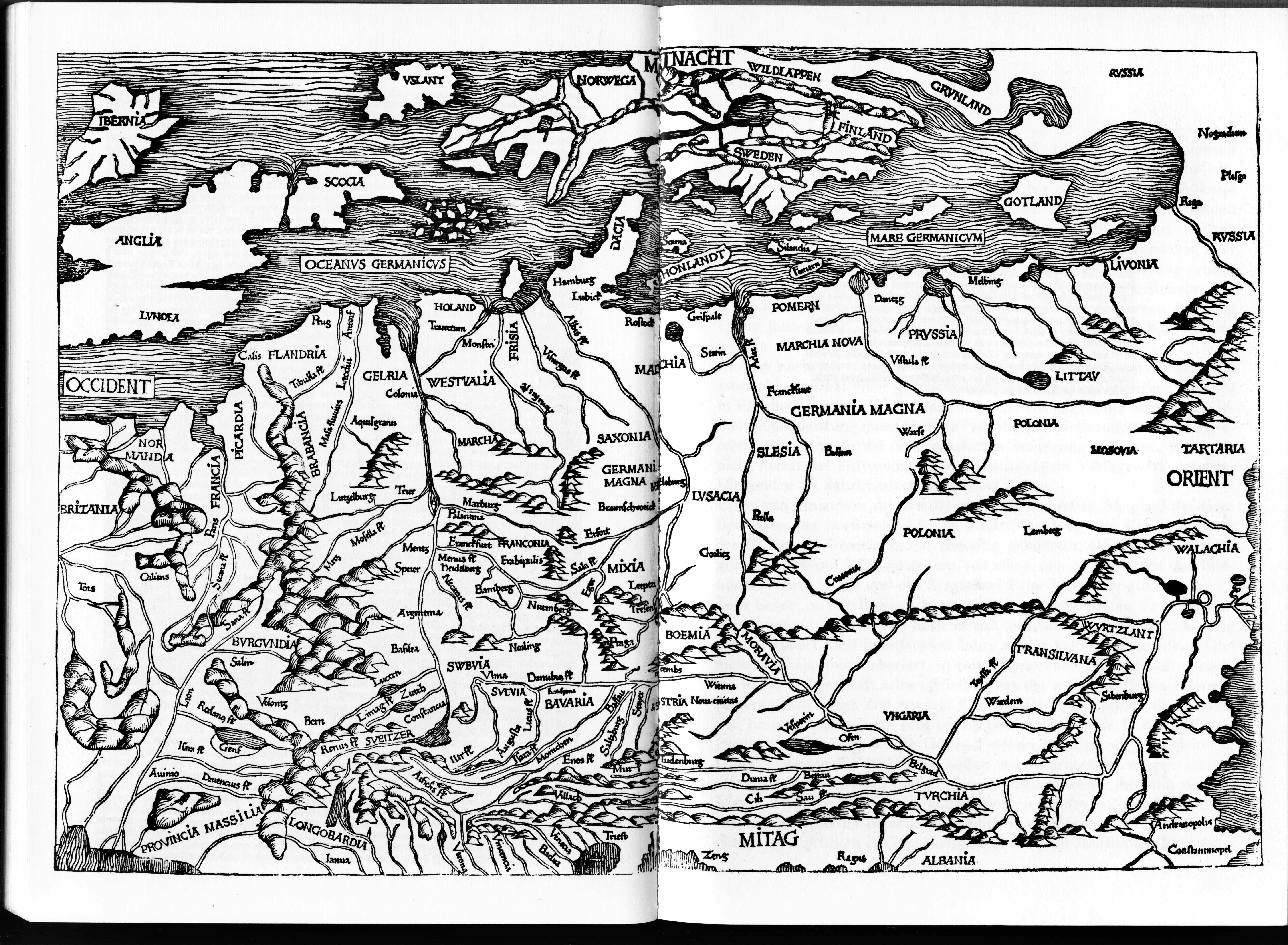
Mapa da Alemanha, da autoria de Monetarius, incluído como página dupla na Schedel'schen Weltchronik (1493)

Hieronymus Münzer (Feldkirch, Vorarlberg, 1437 — Nuremberga, 1508), também conhecido pela nome latinizado de Hieronymus Monetarius, foi um médico, humanista e membro da governança da cidade de Nuremberga. Viajou extensamente pela Europa, incluindo uma viagem à Península Ibérica que incluiu uma estadia em Lisboa. Escreveu longos relatos das suas viagens, contribuindo para a divulgação da literatura de viagens que se verificou à época. Em conjunto com um seu irmão, ofereceu o famoso Münzer Monstranz (uma custódia em prata dourada) ao povo de Feldkirch, a sua cidade natal. Colaborou com Hartmann Schedel na preparação da parte geográfica da obra hoje geralmente conhecida como Schedel'schen Weltchronik (também conhecida por Liber Cronicarum ou Crónica do Mundo), de 1493, na qual publicou um dos primeiros mapas impressos da Alemanha.

## Biografia
Hieronymus Münzer nasceu em Feldkirch, no actual Vorarlberg, Áustria, por volta de 1437, filho de Heinrich (falecido em 1463?) e Elisabeth Münzer, negociantes com algumas posses. Ingressou por volta de 1464 na Universidade de Leipzig, na qual em 1470 obteve o título de Magister iniciando-se então como preceptor e professor particular. Por essa altura iniciou também o estudo da Medicina.
Após um breve período em que ensinou como professor da Aula de Latinidade em Feldkirch, em 1476 passou a frequentar os estudos de Medicina na Universidade de Pavia, na qual em 1477 se formou como Doutor em Medicina.
Fazendo-se acompanhar da sua rica biblioteca particular, naquele ano (1477) fixou-se em Nuremberga. Já naquela cidade, compôs em 1479 a sua obra Libellus de natura vini (Pequeno Livro sobre a Natureza do Vinho), para além de diversos escritos sobre temas médicos. Tinha-se, entretanto, transformado numa das personalidades centrais do círculo humanista da cidade e ocupa-se intensamente no estudo da Cosmografia e da Astronomia.
Como sócio dos empreendimentos comerciais geridos pelo seu irmão Ludwig (falecido em 1518), Hieronymus Münzer era um homem abastado, investindo com largueza no enriquecimento da sua biblioteca.
Em 1480 naturalizou-se como cidadão de Nuremberga e casou a 3 de Julho com Dorothea Kieffhaber (falecida em 1505). A esposa pertencia a uma das famílias ligadas à governança da cidade. Deste casamento nasceram pelo menos dois filhos e uma filha, esta também chamada Dorothea, que viria a casar com o Dr. Hieronymus Holzschuher, cujo filho do mesmo nome está retratado numa bem conhecida tela de Albrecht Dürer.
Tendo-se declarado em 1483 uma epidemia de peste na cidade de Nuremberga, Hieronymus Münzer partiu numa viagem que o levou a Roma, Nápoles e Milão, durante a qual adquiriu numerosos livros para a sua biblioteca. Apenas regressou a Nuremberga no ano seguinte (1484), ano em que volta a partir, desta vez com destino aos Países Baixos.
Manteve-se como um dos expoentes do círculo intelectual que suportava a corrente do humanismo renascentista na cidade, travando relações de amizade e colaboração com os principais intelectuais do tempo. De uma dessas colaborações resultou o trabalho conjunto com Hartmann Schedel (1440-1514) que hoje é conhecido como Schedel'schen Weltchronik (o Liber Cronicarum ou Crónica do Mundo), publicado em 1493, e no qual a parte geográfica é da autoria de Hyeonymus Münzer. Entre as contribuições de Münzer está o mapa da Alemanha ali incluído, a primeira representação cartográfica impressa daquele território que é conhecida.
Também mantinha estreito contacto com Martin Behaim, o geógrafo e viajante de Nuremberga que viveu na ilha do Faial, nos Açores e produziu o primeiro globo terrestre detalhado que se conhece (a famosa Erdapfel ainda hoje patente em Nuremberga). Entre os dois foi discutida a ideia de atingir o Extremo Oriente navegando para oeste no Oceano Atlântico, uma ideia que em Julho de 1493, por via de Behaim, tentaram fazer chegar ao rei de Portugal.
Provavelmente em consequência desse interesse pelas viagens de descobrimento que então portugueses e espanhóis faziam, nos anos de 1494 e 1495 parte, acompanhado por dois jovens de Nuremberga e um de Augsburgo (Anton Herwart de Augsburgo, Kaspar Fischer e Nikolaus Welkenstein, ambos de Nuremberga), numa longa viagem pela Europa Ocidental, que o levou a percorrer cerca de 7 000 quilómetros de caminho, uma distância então considerada enorme. Nessa viagem, feita na sua maioria a cavalo ou a pé, partindo de Nuremberga, visitou a Suíça, a França (Marselha, Arles e Perpignan) entrando então no seu verdadeiro objectivo, a Península Ibérica.
Em Espanha foi um dos primeiros viajantes estrangeiros a entrar em Granada depois da sua conquista em 1492 pelos Reis Católicos, visitando detalhadamente a região. Daí partem, via Málaga e Sevilha, para Portugal, onde em Évora são recebidos pelo rei D. João II de Portugal, que os convida para jantar e com o qual discutem as últimas novidades em matéria de descobrimentos marítimos. Daí partem para Lisboa, onde são hóspedes de Joss van Hurtere, o capitão do donatário da ilha do Faial e sogro de Martin Behaim, através do qual recebem notícias dos Açores e dos descobrimentos no Atlântico Ocidental.
A partir de Lisboa viajam até Santiago de Compostela, um dos objectivos da viagem, e regressam via Madrid, onde visitaram o convento de Guadalupe e encontraram o par real, e Saragoça. Daí partem para Toulouse, Poitiers, Tours e Paris, cidade que visitam demoradamente. A viagem é concluída via Abbeville, Bruges, Gante, Colónia e Mainz. A partir daí fazem uma paragem em Worms, onde então se reuniam as Cortes do Sacro Império Romano-Germânico, e visitam Frankfurt e Würzburg antes de chegaram novamente a Nuremberga.
Münzer redigiu um detalhado relato desta viagem, em latim, que intitulou de Itinerarium siue peregrinatio excellentissimi viri artium ac vtriusque medicine doctoris Hieronimi Monetarii de Feltkirchen ciuis Nurembergensis. Este relato de viagem manteve-se inédito e consta de um manuscrito devido a Hartmann Schedel (códice existente na Bayerische Staatsbibliothek, Clm 431, fol. 96-274v.). A sua edição está prevista para breve.
Outros trabalhos, entre os quais um relato sobre a descoberta das Américas e alguns trabalhos sobre Astronomia, perderam-se, o mesmo acontecendo com o original da sua carta da Alemanha, que felizmente sobrevive impressa.
Hieronymus Münzer faleceu em Nuremberga, a 27 de Agosto de 1508, sendo enterrado na igreja de St. Sebald. Deixou um rico legado, em boa parte resultante da sua parceria nos negócios do seu irmão Ludwig Münzer, o qual em 1507 era proprietário do Castelo de Gwiggen. Os irmãos Münzer ofereceram em 1506 à igreja paroquial de St. Nikolaus, da sua cidade natal de Feldkirch, a famosa Münzer Monstranz, uma esplendorosa custódia em prata dourada que constitui hoje um dos melhores exemplares de ourivesaria religiosa renascentista conhecidos na Europa. Para além disso, Hieronymus legou à cidade parte da sua biblioteca.

## Obras mais representativas
- Itinerarium siue peregrinatio excellentissimi viri artium ac vtriusque medicine doctoris Hieronimi Monetarii de Feltkirchen ciuis Nurembergensis (relato da viagem de 1494/95; obra em vias de publicação).
- De inventione Africae maritimae et occidentalis videlicet Geneae per Infantem Heinricum Portugalliae, editada por Friedrich Kunstmann: Hieronymus Münzer's [sic!] Bericht über die Entdeckung der Guinea (com introdução e explicações) in Abhandlungen der historischen Classe der königlich bayerischen Akademie der Wissenschaften, vol. 7, Munique, 1855, pp. 291–362.